# Fray
Pour les articles homonymes, voir Fray (homonymie).
Fray est un spin-off futuriste de la série télévisée Buffy contre les vampires.
Écrit par Joss Whedon, la série suit une tueuse nommée Melaka Fray, une élue à un moment où les vampires (appelés « lurks », « nocto » en français) sont monnaie courante dans les bidonvilles de la ville de New York, et le fossé riches-pauvres est encore plus grand.
Scénario : Joss Whedon
Dessin : Karl Moline

## Synopsis
Des siècles après l'ère de Buffy, Manhattan est devenu un sinistre bidonville ignoré des autorités, où règnent les caïds mutant. Dans cet univers, Fray, simple enfant des rues, découvre le destin qui l'attend : elle est la Tueuse. Comment réussira-t-elle à convaincre une population indifférente à faire face aux démons qui menacent l'humanité?

## Parutions
Parution américaine
1. Chapter One: Big City Girl
2. Chapter Two: The Calling
3. Chapter Three: Ready, Steady…
4. Chapter Four: Out of the Past
5. Chapter Five: The Worst of It
6. Chapter Six: Alarums
7. Chapter Seven: The Gateway
8. Chapter Eight: All Hell

La série a été publiée par Dark Horse Comics à partir de 2001 en 8 épisodes, avec des retards entre les six premiers et les deux derniers problème causés par les engagements télévisuels de Joss Whedon.
Parution française
1. Fray: août 2010

## Autre apparition
Le personnage de Melaka Fray apparaît également dans le tome 4 autre temps, autre tueuse de la saison 8 de Buffy contre les vampires. Elle fait face à Buffy qui est propulsée dans le futur, leur alliance sera fatale à l'un des principaux protagoniste de la série.